# RFL Championship 1994-95
El Championship de 1994-95 fue la 100.ª edición del torneo de rugby league más importante de Inglaterra.

## Formato
Los equipos se enfrentaron en formato de todos contra todos en condición de local y de visitante, el equipo que terminó en la primera posición al finalizar el torneo se coronó campeón, mientras que los últimos cinco equipos descendieron.
Se otorgaron 2 puntos por cada victoria, 1 por el empate y 0 por la derrota.

## Desarrollo

### Tabla de posiciones
| Pos. | Equipo              | Encuentros | Encuentros | Encuentros | Encuentros | Tantos | Tantos | Tantos | Puntos |
| Pos. | Equipo              | PJ         | PG         | PE         | PP         | F      | C      | Dif.   | Puntos |
| ---- | ------------------- | ---------- | ---------- | ---------- | ---------- | ------ | ------ | ------ | ------ |
| 1    | Wigan               | 30         | 28         | 0          | 2          | 1148   | 386    | +762   | 56     |
| 2    | Leeds               | 30         | 24         | 1          | 5          | 863    | 526    | +337   | 49     |
| 3    | Castleford          | 30         | 20         | 2          | 8          | 872    | 564    | +308   | 42     |
| 4    | St. Helens          | 30         | 20         | 1          | 9          | 893    | 640    | +253   | 41     |
| 5    | Halifax             | 30         | 18         | 2          | 10         | 782    | 566    | +216   | 38     |
| 6    | Warrington          | 30         | 18         | 2          | 10         | 753    | 570    | +183   | 38     |
| 7    | Bradford Northern   | 30         | 17         | 1          | 12         | 811    | 650    | +161   | 35     |
| 8    | Sheffield Eagles    | 30         | 15         | 0          | 15         | 646    | 699    | -53    | 30     |
| 9    | Workington Town     | 30         | 12         | 1          | 17         | 538    | 743    | -205   | 25     |
| 10   | Oldham              | 30         | 11         | 1          | 18         | 534    | 746    | -212   | 23     |
| 11   | Featherstone Rovers | 30         | 10         | 1          | 19         | 582    | 687    | -105   | 21     |
| 12   | Salford             | 30         | 10         | 1          | 19         | 613    | 775    | -162   | 21     |
| 13   | Wakefield Trinity   | 30         | 9          | 0          | 21         | 434    | 807    | -373   | 18     |
| 14   | Widnes              | 30         | 8          | 1          | 21         | 481    | 767    | -286   | 17     |
| 15   | Hull                | 30         | 7          | 1          | 22         | 594    | 880    | -286   | 15     |
| 16   | Doncaster RLFC      | 30         | 5          | 1          | 24         | 469    | 1007   | -538   | 11     |

|  | Campeón.                      |
|  | Desciende a segunda división. |

| Bandera de Inglaterra  |
| Campeón Wigan Warriors |
| Décimo sexto título    |